# 上海交通大学上海交大-南加州大学文化创意产业学院
上海交大-南加州大学文化创意产业学院（英语：USC- SJTU Institute of Cultural and Creative Industry，简称ICCI、上海交大文创学院）为上海交通大学的一个学院。2015年上海交通大学与美国南加州大学、闵行区政府、上海紫竹高新区共建上海交大-南加州大学文化创意产业学院，属于上海交通大学国际化办学学院。学院部分老师来源于上海交通大学媒体与设计学院和南加州大学安纳伯格传媒与新闻学院

## 学院建筑
学院位于紫竹国际教育园区谈家塘路155号A7-A8号楼，毗邻上海交通大学、华东师范大学闵行校区。

## 成立
2012年12月，上海交通大学与南加州大学签署合作共建文创学院的战略合作备忘录。
2014年1月，上海交通大学代表团访问南加州大学，会见南加州大学教务长Elizabeth Garrett及南加州大学马歇尔商学院院长James Ellis。
2014年11月，南加州大学教务长Elizabeth Garrett率团访问上海交通大学，两校正式签署了共建文创学院合作协议。同期还举行了上海市闵行区人民政府、紫竹国家高新区、上海交通大学三方签署了关于共建文创学院的合作协议。
2015年3月，教育部正式回函支持上海交大文创学院成立。
2015年4月，上海交通大学正式成立上海交通大学“上海交大-南加州大学文化创意产业学院”。
2015年8月，上海交大文创学院2015届招生工作结束，招收第一批27名学生。

## 现状

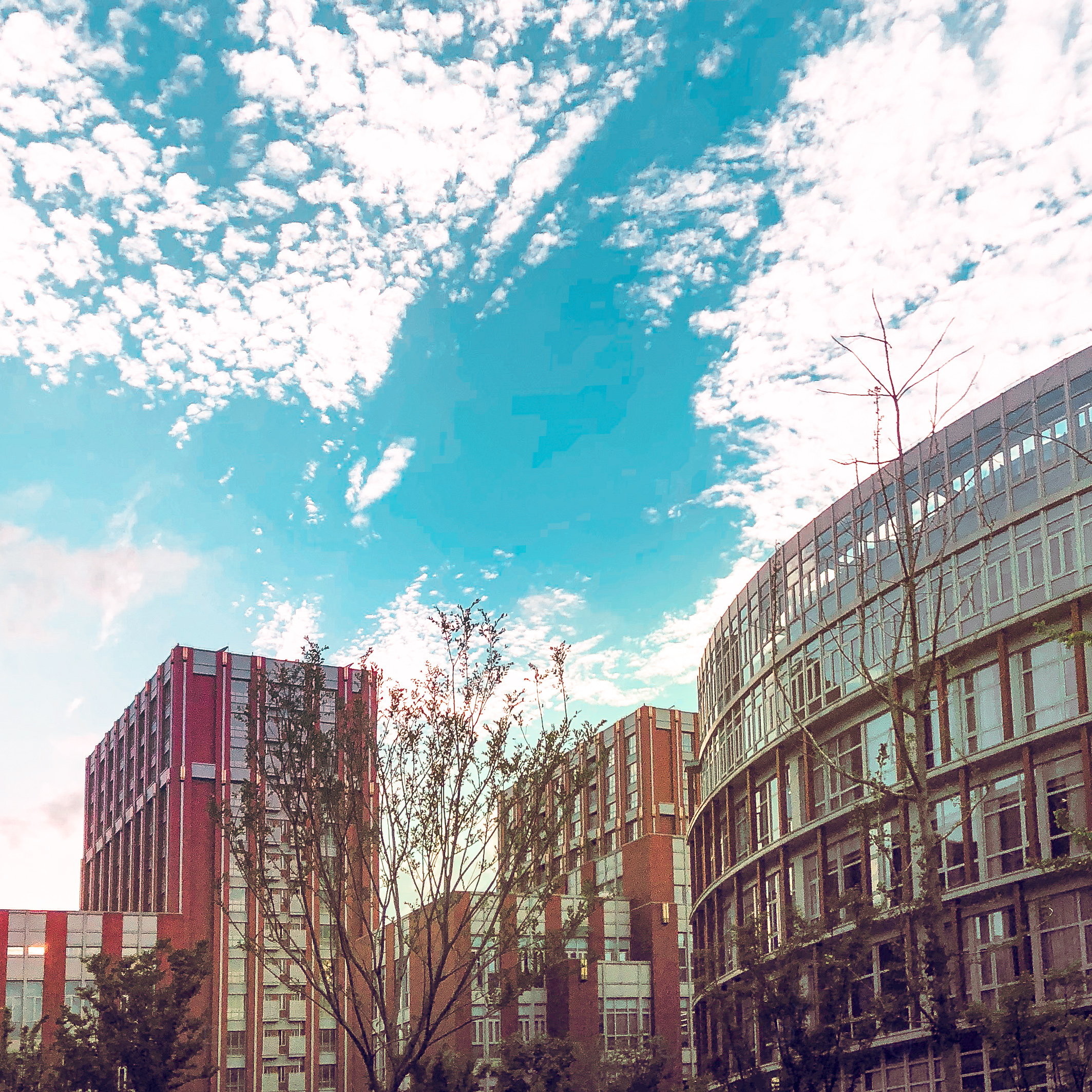
紫竹园区一隅

### 学院规模
上海交大文创学院近年面对大陆高校招生计划均为每年80名学生。此外，学院还通过其他渠道对国际学生开放招生。

### 下设机构
上海交大文创学院下设全球文创合作与教育发展中心，紫竹中美网络视听传媒管理联合研究中心，中国书法文化国际传播研究所，曼恒虚拟现实创新应用与教育实验中心，4D电影艺术和科技实验室和文化创新发展研究中心。

### 对外交流
上海交大文创学院与南加州大学马歇尔商学院、南加州大学安纳伯格新闻传媒学院合作开设课程与项目，与美国佛罗里达大学艺术学院、英国伦敦国王学院、英国伦敦国王学院等院校交流频繁。

## 学制

### 新闻与传播专业硕士项目
上海交大-南加州大学文化创意产业学院的新闻与传播（文化创意产业管理国际双硕士）专业硕士项目整合上海交大与南加州大学的资源，项目学制2.5年：
- 达到上海交通大学学位授予要求，通过学位论文答辩的将获得上海交通大学新闻与传播学专业硕士学位（Master of Journalism and Communication）；
- 达到南加州大学学位授予要求的将授予南加州大学管理学硕士学位（文化创意产业管理方向）(Master of Management Studies in Cultural and Creative Industry)

所有学生第一学年都需在上海交通大学学习。第二学年进入南加大学习的学生，需在南加大修满授予管理学硕士学位所需的学分；其他的学生继续在上海交大学习或者出国交换。第2.5学年需撰写上海交大毕业所需的学位论文，答辩通过后获得相应的新闻与传播学专业硕士学位证书。

### 艺术硕士项目
上海交大-南加州大学文化创意产业学院的艺术（艺术设计管理方向）硕士项目（MFA）学制三年，达到上海交通大学学位授予要求，通过学位论文答辩的将获得上海交通大学艺术硕士专业学位（Master of Fine Arts）。